# Louis Bajard
Pour les articles homonymes, voir Bajard.
Louis Bajard, né le 2 février 1903 à Mussy-sous-Dun (Saône-et-Loire) et mort le 12 avril 1967 sur ses terres natales,, est un coureur cycliste français. Professionnel de 1929 à 1931, il participe à deux reprises au Tour de France.

## Palmarès

### Par année
- 1927
  - 3e du Grand Prix de Cours-la-Ville
- 1928
  - Lyon-Genève-Lyon
  - Grand Prix de la Soierie à Charlieu
  - Grand Prix de Cours-la-Ville
- 1929
  - Circuit du Forez
  - 2e de Lyon-Genève-Lyon
  - 2e du Tour du Sud-Est
  - 2e du Circuit du Mont-Blanc
  - 3e du Circuit de l'Allier

### Résultats sur les grands tours

#### Tour de France
1 participation
- 1930 : 29e
- 1931 : 28e